# Nuestra Señora de la Concepción y de las Ánimas
Die Nuestra Señora de la Concepción y de las Ánimas war ein 90-Kanonen-Linienschiff der Armada del mar Océano der spanischen Marine, das von 1690 bis 1705 in Dienst stand.

## Geschichte

### Bau
Die spätere Nuestra Señora de la Concepción y de las Ánimas wurde 1681 als Capitana zusammen mit der Santísima Trinidad (90 Kanonen) als Almiranta für die spanische Armada del mar Océano bestellt und 1682 unter der Bauaufsicht des Schiffbaumeisters Antonio de Amas in Colindres auf Kiel gelegt. Das erst bis zum zweiten Batteriedeck fertiggestellte Schiff, wurde am 24. September 1687 vom Stapel gelassen und im Oktober 1688 nach Santoña überführt wo die Fertigstellung erfolgte. Diese wurde bis zum 20. Mai 1690 abgeschlossen, mit anschließender Ausrüstung und Indienststellung im selben Jahr.
Entsprechende Gegenstücke anderer Marinen waren etwa die französische Foudroyant (Stapellauf 1691, 90 Kanonen, 51,00 m × 14,29 m × 6,50 m) oder die englische Coronation (Stapellauf 1685, 90 Kanonen, 48,77 m × 13,47 m × 5,49 m). 

### Einsatzgeschichte
Am 15. Oktober 1690 verlegte das Schiff als Teil eines Geschwaders unter Admiral Pedro Aramburu von Santoña nach Cádiz. Nach ihrer Ankunft übernahm sie den Dienst als Flaggschiff (Capitana) der Armada del mar Océano. Bereits ein Jahr später musste sie wegen Stabilitätsproblemen in Cádiz umgerüstet werden.
Im Rahmen des Pfälzischen Erbfolgekrieges operierte das Schiff ab 1693, unter dem Kommando von José Antonio de Gaztañeta, im Mittelmeer.
Im 1698 versuchte die Company of Scotland im Darién-Projekt in Panama eine Kolonie zu etablieren. Daraufhin wurde in Cádiz ein Geschwader ausgerüstet, welche auch die Nuestra Señora de la Concepción y de las Ánimas und Santísima Trinidad angehören sollte. Aber Mitte Mai 1700 wurde entschieden das beide Schiffe nicht mit dem Geschwader aus Cádiz auslaufen sollten, sondern abgerüstet, um die Rekrutierung des restlichen Geschwaders abzuschließen. Für diese Entscheidung gab es mehrere Gründe. Sie waren für diese Art von Truppentransporten zu groß, da sie aufgrund ihres Tiefgangs bei Annäherung an die Küste auf Grund laufen konnten. Außerdem hielt man es für notwendig, dass sie an den spanischen Küsten präsent waren, da ihr Abzug diese auf Grund der praktisch nicht vorhandenen Flottenstärke der spanischen Krone schutzlos gemacht hätte.
Vom 23. August bis 30. September 1702 verteidigte sie erfolgreich Cádiz (Schlacht bei Cádiz), das durch ein englisch-niederländisches Geschwader unter dem englischen Admiral George Rooke angegriffen wurde. Aus Angst vor einem weiteren Angriff wurde 1705 beschlossen mehrere Schiffe, darunter die Nuestra Señora de la Concepción y de las Ánimas – da sie in schlechtem Zustand und nur von geringem militärischem Wert war – in den Zufahrten zur Bucht von Cádiz als Blockschiff zu versenken.

## Technische Beschreibung
Die Nuestra Señora de la Concepción y de las Ánimas war als Batterieschiff mit drei durchgehenden Geschützdecks konzipiert und hatte eine Länge von 46,62 Metern (Geschützdeck) bzw. 39,95 Metern (Kiel), eine Breite von 12,92 Metern und einen Tiefgang von 5,85 Metern bei einer Vermessung von 1.550 tons (bm). Sie war ein Rahsegler mit drei Masten (Fockmast, Großmast und Kreuzmast). Auf der Spitze des Bugspriets war zudem noch eine Mars und ein weiterer kleiner Mast, der Sprietmast angebracht, an dem ebenfalls noch ein kleines Rahsegel gesetzt werden konnte. Der Rumpf schloss im Heckbereich mit einem Heckspiegel, in den Galerien integriert waren, die in die seitlich angebrachten Seitengalerien mündeten.
Die Besatzung hatte eine Stärke von 998 Mann. Die Bewaffnung bestand bei Indienststellung aus 90 Kanonen, die sich aber im Laufe ihrer Dienstzeit veränderte.
|        | Unteres Batteriedeck | Mittleres Batteriedeck | Oberes Batteriedeck | Backdeck      | Achterdeck     | Kanonen (Geschossgewicht) |
| ------ | -------------------- | ---------------------- | ------------------- | ------------- | -------------- | ------------------------- |
| Design | 28 × 18-Pfünder      | 26 × 12-Pfünder        | 28 × 8-Pfünder      | –             | 8 × 8-Pfünder  | 90 Kanonen (253,368 kg)   |
| 1692   | 28 × 18-Pfünder      | 26 × 12-Pfünder        | 24 × 8-Pfünder      | 4 × 4-Pfünder | 12 × 6-Pfünder | 94 Kanonen (251,532 kg)   |